# Мошна (комуна, Сібіу)
Мошна (рум. Moșna) — комуна у повіті Сібіу в Румунії. До складу комуни входять такі села (дані про населення за 2002 рік):
- Алма-Вій (367 осіб)
- Мошна (2326 осіб) — адміністративний центр комуни
- Немша (558 осіб)

Комуна розташована на відстані 227 км на північний захід від Бухареста, 39 км на північний схід від Сібіу, 97 км на південний схід від Клуж-Напоки, 105 км на північний захід від Брашова.

## Населення
За даними перепису населення 2002 року у комуні проживала 3251 особа.
Національний склад населення комуни:
| Національність | Кількість осіб | Відсоток |
| -------------- | -------------- | -------- |
| румуни         | 2091           | 64,3%    |
| цигани         | 977            | 30,1%    |
| угорці         | 95             | 2,9%     |
| німці          | 83             | 2,6%     |
| українці       | 4              | 0,1%     |
| поляки         | 1              | < 0,1%   |

Рідною мовою назвали:
| Мова       | Кількість осіб | Відсоток |
| ---------- | -------------- | -------- |
| румунська  | 3065           | 94,3%    |
| німецька   | 90             | 2,8%     |
| угорська   | 81             | 2,5%     |
| циганська  | 10             | 0,3%     |
| українська | 4              | 0,1%     |
| польська   | 1              | < 0,1%   |

Склад населення комуни за віросповіданням:
| Релігія                                       | Кількість осіб | Відсоток |
| --------------------------------------------- | -------------- | -------- |
| православні                                   | 2797           | 86,0%    |
| бретрени                                      | 118            | 3,6%     |
| п'ятдесятники                                 | 106            | 3,3%     |
| лютерани (Аугсбурзького сповідання)           | 47             | 1,4%     |
| реформати                                     | 46             | 1,4%     |
| адвентисти                                    | 28             | 0,9%     |
| лютерани (Синодально-пресвітеріанська церква) | 23             | 0,7%     |
| римо-католики                                 | 18             | 0,6%     |
| баптисти                                      | 18             | 0,6%     |
| греко-католики                                | 16             | 0,5%     |
| унітарії                                      | 16             | 0,5%     |
| не релігійні                                  | 2              | 0,1%     |

## Зовнішні посилання
- Дані про комуну Мошна на сайті Ghidul Primăriilor [Архівовано 4 червня 2010 у Wayback Machine.]